# アニメ☆声優
アニメ☆声優（アニメ せいゆう）は、産経新聞社が発行する夕刊フジ公式サイト「ZAKZAK」が運営していたアニメ関連情報配信サイト。

## 概要
2007年6月、ZAKZAK内に開設。携帯サイト「アニ☆コロ」（2005年〜2013年）を運営する株式会社スコップミュージック（現Cygames子会社）がコンテンツを制作・提供し、アニメ、ゲーム、声優に関するニュースやインターネットラジオ番組の配信、コラム連載を行っていた。2010年10月にサイト名を『アニメ☆ゲーム』に改称（Webラジオはアニメ☆声優の名称を継続。）。2011年7月14日を以って記事の更新を停止（Webラジオは7月16日に更新停止。）。2014年11月にサイトが消滅した。

## 番組

### 他サイトへ移管された番組
- webラジオペースメーカー（2010年12月11日 - 2011年7月16日、OH☆TVへ移管）
- 素顔の少年（2010年8月4日 - 2011年7月13日、OH☆TV・アニメイトTVへ移管）

### 終了した番組

#### 2007年
- クォーターガールズ（2007年8月 - 2008年1月10日）
- ブレード義賊（2007年8月 - 2007年10月12日）
- トキオエクスプローラー（2007年8月 - 2007年11月23日）
- 空母ボイゾン（2007年8月 - 2008年9月）
- moon dropped〜月落〜（2007年8月 - 2007年10月）
- 砂の三角形（2007年8月 - 2007年11月23日）
- 小池雅也の萌え（2007年8月19日 - 2009年5月12日）
- ゆりあれでぃお（2007年8月 - 2009年12月、Radiotalkにて継続）
- サイキックラバーのアニカンRADIO（2007年8月 - 2009年7月）
- ナナカナ（2007年8月 - 2008年3月）
- Little Nonのレッツゴーハッピー（2007年8月 - 2010年4月6日）
- 宮崎羽衣のナイトういういざーど（2007年9月5日 - 2008年2月27日）
- アキバイブルを持って、アキバを歩こう（2007年9月7日 - 2008年2月）
- はにぃぽっとプランニング（2007年10月 - 2008年8月31日）
- 小清水亜美・福山潤のオオカミックラジオ（2007年12月10日 - 2008年4月28日）

#### 2008年
- sorachocoとゆかいな泉たち（2008年1月10日 - 2009年2月5日）
- 伊東隼人のROOM69（2008年1月15 - 2008年8月）
- アキバイブルラジオ（2008年2月8日 -  - 2009年1月30日）
- サブちゃん一家の、だからアニメはやめられない!?（2008年2月27日 - 2008年9月25日）#8〜#38を再配信、#39以降めでぃあ横町にて継続
- 紅ラジオ「おとなの時間」（2008年3月12日 - 2008年6月26日）
- 水宮浅葱の初体験！（2008年4月3日 - 9月18日）
- 茉白のナナイロ☆パーティータイム（2008年5月30日 - 2009年2月9日）
- 萌え萌え2次ラジオ☆デラックス（2008年5月8日 - 2008年9月25日）
- 鋼のチップinバーディ（2008年6月4日 - 2010年5月26日）
- も〜っと！萌え萌え2次ラジオ☆デラックス（2008年10月2日 - 2008年12月25日）
- はぴすた学園☆放送部（2008年9月2日 - 2009年3月31日）
- もみゅもみゅ小屋（2008年12月25日 - 2011年7月7日）

#### 2009年
- 宇宙をかけるラジオ（2009年1月5日 - 2009年6月29日）
- 3色ゆこそ丼！（2009年2月 - 2009年5月）
- 有希のRadio Wonderland（2009年2月6日 - 2010年3月）
- 夢色モンスター Radio ROCK★STAR（2009年4月1日 - 2009年6月17日）
- そちたち（2009年4月30日 - 2011年1月13日）
- むちゃ☆ぶりプ○○ーグRADIO（2009年7月8日 - 2009年12月）
- 椿キヨミ。と渡辺ラオウのこすなま！増刊号（2009年9月 - 2009年12月）
- パーティ5のひまつぶしラジオ（2009年10月3日 - 2010年10月9日）

#### 2011年
- ツダケンロードショーはてるまでラジオ（2011年3月14日 - 2011年7月11日、アニメイトTV・HiBiKi Radio Stationは継続）